# Peugeot 806

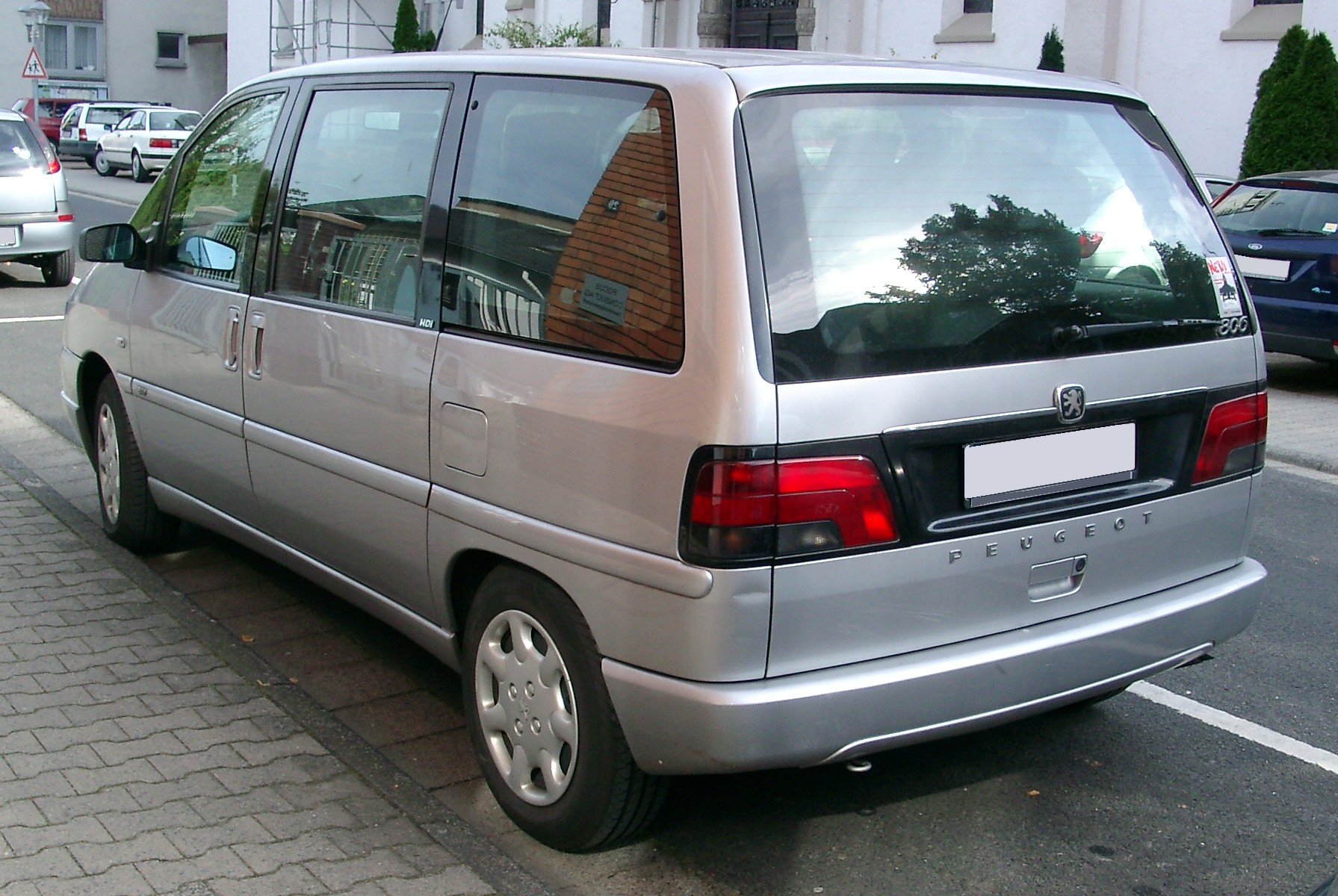
Peugeot 806 (1998-2002)

De Peugeot 806 is een fullsize MPV van Peugeot die van 1994 tot 2002 samen met zustermodellen Citroën Evasion, Fiat Ulysse en Lancia Zeta en bestelwagens Citroën Jumpy, Fiat Scudo en Peugeot Expert is geproduceerd in de Sevel Nord-fabriek in het Noord-Franse Valenciennes. De 806 werd samen met de vrijwel identieke zustermodellen in 2002 vervangen door een tweede generatie. De opvolger van de Peugeot 806 is de 807.

## Details
De Frans/Italiaanse MPV is grotendeels door PSA Peugeot Citroën ontwikkeld, ook de motoren komen van PSA. Aanvankelijk waren er twee benzinemotoren leverbaar: een 2.0 met 121 pk en een 2.0 Turbo met 147 pk, in 1995 gevolgd door de 1.9 TD met 92 pk. Al gauw had 60% van de verkochte exemplaren de dieselmotor onder de kap, in Frankrijk zelfs 76%. In Nederland was in 1995 ruim 27% van de verkochte exemplaren met de dieselmotor uitgerust, wat in de eerste maanden van 1996 toenam tot bijna 40%. In 1996 werd het programma tevens uitgebreid met een 2.1 TD (109 pk), later in dat jaar gevolgd door een 1.8 (99 pk) benzinemotor aan de basis. In 1998 kreeg de 806 een opfrisbeurt. Er kwamen nieuwe koplampen en grille en een groter logo. De 1.8 kwam in Nederland te vervallen. In 1999 werd de 2.0 8V vervangen door een 2.0 16V met 132 pk. In 2000 werd de 806 nogmaals gewijzigd. Een nieuwe 2.0 16V motor met 136 pk verving de bestaande 2.0 16V en 2.0 8V Turbo. De 2.0 HDI kreeg bovendien een hoger maximaal koppel. Met de automatische transmissie is voortaan sequentieel te schakelen. Van de vier zustermodellen was de Peugeot 806 in Nederland veruit het meest succesvol.

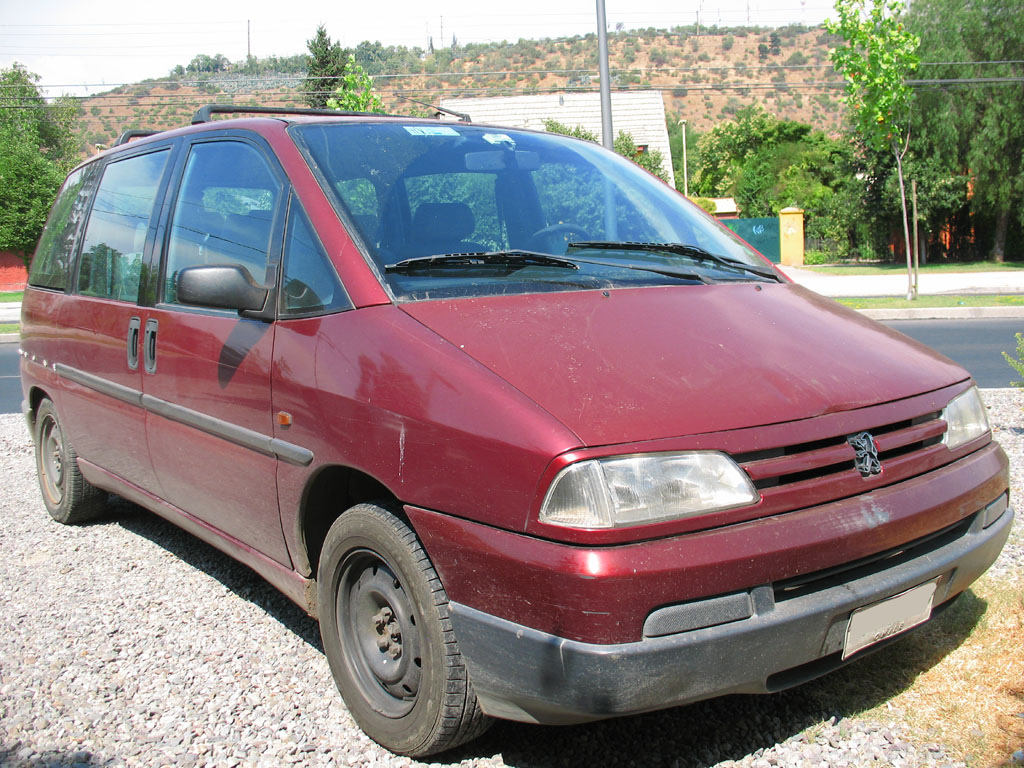
Peugeot 806 (1994-1998)

### EuroNCAP
In 1999 heeft EuroNCAP de botsveiligheid van de Peugeot 806 beoordeeld. Hier kreeg de 806 drie sterren voor de veiligheid van inzittenden. De kooiconstructie bleek zijn structurele stabiliteit te behouden en de deur van de bestuurder kon nog goed worden geopend. Het stuurwiel bewoog zich echter naar boven, wat kan leiden tot verwondingen. De bestuurdersairbag werkte effectief, maar het hoofd van de bestuurder kwam in aanraking met de airbag voordat die zich volledig had opgeblazen, wat ook verwondingen kan veroorzaken. Hierdoor is er vooral een grote kans op verwondingen aan borst, benen en voeten. De zijdelingse botsing verliep beter, alleen de armsteun kan verwondingen aan de buik veroorzaken.
| Merk en model | resultaat   | voetgangersveiligheid |
| ------------- | ----------- | --------------------- |
| Peugeot 806   | (22 punten) | (8 punten)            |

### Registratiecijfers
| Jaartal | Nederland |
| ------- | --------- |
| 1994    | 262       |
| 1995    | 644       |
| 1996    | 476       |
| 1997    | ?         |
| 1998    | 553       |
| 1999    | 609       |
| 2000    | 560       |
| 2001    | 404       |
| 2002    | 52        |

## Motoren
| Type           | Cilinders | Kleppen | Cilinderinhoud | Vermogen                       | Koppel                | Motorcode | Opmerkingen |
| -------------- | --------- | ------- | -------------- | ------------------------------ | --------------------- | --------- | ----------- |
| Benzinemotoren |           |         |                |                                |                       |           |             |
| 1.8            | 4         | 8       | 1761 cm³       | 73 kW (99 pk) bij 5750 min−1   | 147 Nm bij 2600 min−1 | XU7JP     | 1996-1999   |
| 2.0            | 4         | 8       | 1998 cm³       | 89 kW (121 pk) bij 5750 min−1  | 170 Nm bij 2650 min−1 | XU10J2C   | 1994-1999   |
| 2.0            | 4         | 16      | 1998 cm³       | 97 kW (132 pk) bij 5500 min−1  | 180 Nm bij 4200 min−1 | XU10J4R   | 1999-2000   |
| 2.0            | 4         | 16      | 1997 cm³       | 100 kW (136 pk) bij 6000 min−1 | 190 Nm bij 4100 min−1 | EW10J4    | 2000-2002   |
| 2.0 Turbo      | 4         | 8       | 1998 cm³       | 108 kW (147 pk) bij 5300 min−1 | 235 Nm bij 2500 min−1 | XU10J2CTE | 1994-2000   |
| Dieselmotoren  |           |         |                |                                |                       |           |             |
| 1.9 TD         | 4         | 8       | 1905 cm³       | 67,5 kW (92 pk) bij 4000 min−1 | 196 Nm bij 2250 min−1 | XUD9TE/TF | 1995-1999   |
| 2.1 TD         | 4         | 12      | 2088 cm³       | 80 kW (109 pk) bij 4300 min−1  | 250 Nm bij 2000 min−1 | XUD11BTE  | 1996-1999   |
| 2.0 HDI        | 4         | 8       | 1997 cm³       | 80 kW (109 pk) bij 4000 min−1  | 250 Nm bij 1750 min−1 | DW10      | 1999-2000   |
| 2.0 HDI        | 4         | 16      | 1997 cm³       | 80 kW (109 pk) bij 4000 min−1  | 270 Nm bij 1750 min−1 | DW10      | 2000-2002   |

In productie: 208 · e-208 · 301· 308 · 508 · 1007 · 2008 · 3008 · 5008 · Boxer · Expert · Partner

Niet meer geproduceerd: 104 · 106 · 107 · 108 · 
201 · 202 ·
203 · 204 ·
205 ·
206 · 206 CC ·
207 · 207 CC ·
301 · 302 ·
304 · 305 · 306 · 307 · 309 · 
401 · 402 · 
403 · 404 · 405 · 406 · 407 · 4007 ·
504 · 505 · 
604 · 605 · 607 · 
806 · 807 · iOn · 
J4 · J5 · J7 · J9 · Bipper ·
D3A · D4A · RCZ

Prototypes: 907 · 908 RC · 916 · Proxima · Oxia · EX1 · e-Legend

Historische modellen: Type 1 · Type 2 · Type 3 · Type 4 · Type 5